# Anaxidam
|  | Per a altres significats, vegeu «Anaxidam d'Acaia». |

Anaxidam (en grec antic: Ἀναξίδαμος; en llatí: Anaxidamus) va ser rei d'Esparta de la branca dels euripòntides. Era fill de Zeuxidam d'Esparta, a qui va succeir sobre l'any 625 aC. S'assigna al seu regnat les dates aproximades 625-600 aC. Era contemporani d'Anaxandre i va viure fins al final de la Segona guerra messènica, segons que diu Pausànias.